# Bèthpoi (Gers)
Bèthpoi (en francès Beaupuy) és un municipi francès situat al departament del Gers i a la regió d'Occitània.

## Geografia

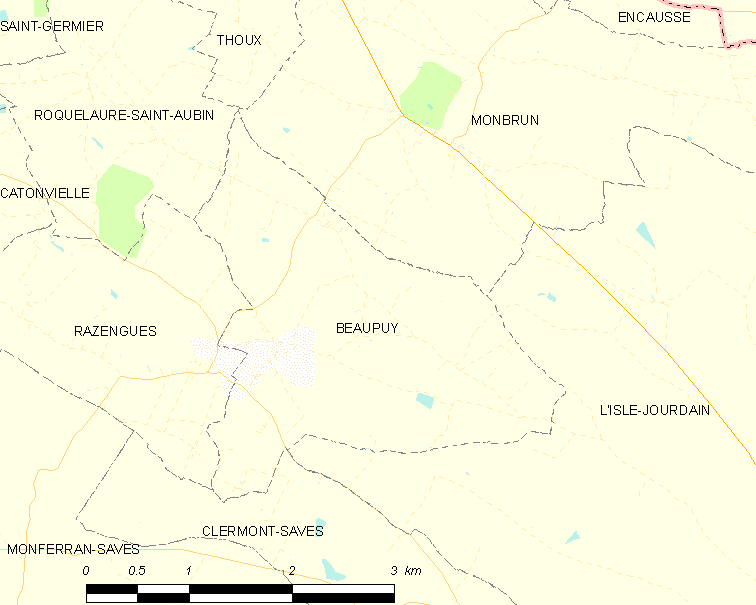
Mapa de la comuna de Bèthpoi

## Administració
| Període   | Identitat      | Partit        |
| --------- | -------------- | ------------- |
| 2001-2008 | Jean Pujol     | Divers gauche |
| 2008-     | André Loupsans |               |

## Demografia
| 1962                                       | 1968 | 1975 | 1982 | 1990 | 1999 | 2006 |
| ------------------------------------------ | ---- | ---- | ---- | ---- | ---- | ---- |
| 113                                        | 101  | 91   | 76   | 79   | 104  | 157  |
| Des de 1962: població sense dobles comptes |      |      |      |      |      |      |